# Hemidactylus prashadi
Hemidactylus prashadi este o specie de șopârle din genul Hemidactylus, familia Gekkonidae, descrisă de Smith 1935. Conform Catalogue of Life specia Hemidactylus prashadi nu are subspecii cunoscute.